# Seznam UMTS sítí
Seznam UMTS sítí – na této stránce naleznete seznam mobilních sítí telekomunikačních operátorů po celém světě, kteří ve své síti implementovali a používají technologii 3G W-CDMA, UMTS.

## Afrika
| Operátor        | Země                  | Start provozu  | Frekvence (MHz) |
| --------------- | --------------------- | -------------- | --------------- |
| Unitel          | Angola                | června 2007    | 2100            |
| Etisalat        | Egypt                 | května 2007    | 2100            |
| Mobinil         | Egypt                 | září 2008      | 2100            |
| Vodafone        | Egypt                 | května 2007    | 2100            |
| MTN             | Ghana                 | května 2008    | 2100            |
| MTN             | Jihoafrická republika | června 2005    | 2100            |
| Vodacom         | Jihoafrická republika | prosince 2004  | 2100            |
| Safaricom       | Keňa                  | prosince 2007  | 2100            |
| Libyana         | Libye                 | září 2006      | 2100            |
| Cellplus        | Mauricius             | března 2006    | 2100            |
| Emtel           | Mauricius             | listopadu 2004 | 2100            |
| Maroc Telecom   | Maroko                | prosince 2007  | 2100            |
| Orange Tunisie  | Tunisko               | května 2010    | 2100            |
| Meditel         | Maroko                | dubna 2007     | 2100            |
| MTC             | Namibie               | prosince 2006  | 2100            |
| Powercom        | Namibie               | března 2007    | 2100            |
| Globacom        | Nigérie               | prosince 2007  | 2100            |
| Airtel          | Seychely              | prosince 2006  | 2100            |
| MTN             | Súdán                 | 2006           | 2100            |
| Vodacom         | Tanzanie              | února 2007     | 2100            |
| Uganda Telecom  | Uganda                | listopadu 2007 | 2100            |
| Econet Wireless | Zimbabwe              | prosince 2007  | 2100            |

## Amerika
| Operátor         | Země                   | Start provozu  | Frekvence (MHz)     |
| ---------------- | ---------------------- | -------------- | ------------------- |
| Claro            | Argentina              | listopadu 2007 | 850/1900            |
| Movistar         | Argentina              | července 2007  | 1900                |
| Telecom Personal | Argentina              | května 2007    | 850/1900            |
| Setar            | Aruba                  | prosince 2007  | 2100                |
| Brasil Telecom   | Brazílie               | dubna 2008     | 2100                |
| Oi               | Brazílie               | května 2008    | 2100                |
| TIM Brasil       | Brazílie               | dubna 2008     | 850/2100            |
| Vivo             | Brazílie               | listopadu 2007 | 850/2100            |
| Claro            | Brazílie               | prosince 2007  | 850/2100            |
| Claro            | Chile                  | ledna 2008     | 850/1900            |
| Entel PCS        | Chile                  | prosince 2006  | 1900                |
| Movistar         | Chile                  | prosince 2007  | 850/1900            |
| ICECelular       | Kostarika              | 2009           | 850                 |
| Orange           | Dominikánská republika | února 2010     | 900                 |
| Claro            | Dominikánská republika | srpna 2007     | 850                 |
| Claro            | Salvador               | ledna 2008     | 1900                |
| Tigo             | Salvador               | září 2008      | 850                 |
| Movistar         | Salvador               | června 2009    | 850/1900            |
| Claro            | Guatemala              | dubna 2008     | 1900                |
| Movistar         | Guatemala              | června 2009    | 1900                |
| Tigo             | Guatemala              | srpna 2008     | 850                 |
| Claro            | Honduras               | února 2008     | 1900                |
| Tigo             | Honduras               | září 2008      | 850                 |
| Bell Mobility    | Kanada                 | listopadu 2009 | 850/1900            |
| Telus            | Kanada                 | listopadu 2009 | 850/1900            |
| SaskTel          | Kanada                 | srpna 2010     | 850/1900            |
| Mobilicity       | Kanada                 | dubna 2010     | 1700 pásmo IV (AWS) |
| Fido             | Kanada                 | listopadu 2007 | 850/1900            |
| Rogers Wireless  | Kanada                 | listopadu 2006 | 850/1900            |
| Videotron        | Kanada                 | září 2010      | 1700 pásmo IV (AWS) |
| WIND Mobile      | Kanada                 | září 2009      | 1700 pásmo IV (AWS) |
| Comcel           | Kolumbie               | ledna 2008     | 850/1900            |
| Movistar         | Kolumbie               | listopadu 2008 | 850/1900            |
| Tigo             | Kolumbie               | listopadu 2008 | 1900                |
| Movistar         | Mexico                 | března 2008    | 850/1900            |
| Telcel           | Mexico                 | února 2008     | 850/1900            |
| Movistar         | Nikaragua              | ledna 2008     | 850/1900            |
| Cable & Wireless | Panama                 | prosince 2008  | 850                 |
| Movistar         | Panama                 | listopadu 2008 | 850/1900            |
| Claro            | Paraguay               | listopadu 2007 | 1900                |
| Claro            | Peru                   | prosince 2007  | 1900                |
| AT&T Mobility    | Portoriko              | listopadu 2006 | 850/1900            |
| AT&T Mobility    | Spojené státy americké | července 2004  | 850/1900            |
| T-Mobile USA     | Spojené státy americké | května 2008    | 1700 pásmo IV (AWS) |
| Ancel            | Uruguay                | července 2007  | 2100                |
| Claro            | Uruguay                | listopadu 2007 | 1900                |
| Movistar         | Uruguay                | července 2007  | 850/1900            |

## Asie
| Operátor                     | Země                    | Start provozu     | Frekvence (MHz)                     |
| ---------------------------- | ----------------------- | ----------------- | ----------------------------------- |
| GrameenPhone                 | Bangladéš               | 2009              | 2100                                |
| Warid                        | Bangladéš               | 2009              | 2100                                |
| Batelco                      | Bahrajn                 | 2006              | 2100                                |
| Zain                         | Bahrajn                 | prosince 2003     | 2100                                |
| Viva                         | Bahrajn                 | března 2010       | 2100                                |
| B-Mobile                     | Brunej                  | září 2005         | 2100                                |
| China Unicom                 | Čína                    | 17. května 2009   | 2100                                |
| Geocell                      | Gruzie                  | prosince 2006     | 2100                                |
| Magticom                     | Gruzie                  | července 2006     | 2100                                |
| 3                            | Hongkong                | 27. ledna 2004    | 2100                                |
| CSL Mobile                   | Hongkong                | prosince 2004     | 900/2100                            |
| PCCW Mobile                  | Hongkong                | července 2006     | 2100                                |
| Smartone                     | Hongkong                | prosince 2004     | 2100                                |
| BSNL Mobile                  | Indie                   | 2009              | 2100                                |
| MTNL DOLPHIN                 | Indie                   | 2008              | 2100                                |
| 3                            | Indonésie               | prosince 2006     | 2100                                |
| Excelcomindo                 | Indonésie               | 21. září 2006     | 2100                                |
| Indosat                      | Indonésie               | listopadu 2006    | 2100                                |
| Telkomsel                    | Indonésie               | 14. září 2006     | 2100                                |
| Mobitel                      | Kambodža                | října 2006        | 2100                                |
| Shinawatra                   | Kambodža                | října 2007        | 2100                                |
| Q-TEL                        | Katar                   | července 2006     | 2100                                |
| Unitel                       | Laos                    | 16. října 2009    | 2100                                |
| Mobitel                      | Irák                    | 2007              | 2100                                |
| Cellcom                      | Izrael                  | června 2004       | 2100                                |
| Orange                       | Izrael                  | listopadu 2004    | 2100                                |
| Pelephone                    | Izrael                  | února 2009        | 850/2100                            |
| E Mobile                     | Japonsko                | března 2007       | 1700 (pásmo IX)                     |
| NTT docomo                   | Japonsko                | 1. října 2001     | 800 (pásmo VI)/1700 (pásmo IX)/2100 |
| SoftBank Mobile              | Japonsko                | prosince 2002     | 1500/2100                           |
| KT                           | Jižní Korea             | prosince 2003     | 2100                                |
| SK Telecom                   | Jižní Korea             | prosince 2003     | 2100                                |
| Wataniya Telecom             | Kuvajt                  | března 2006       | 2100                                |
| Zain                         | Kuvajt                  | března 2006       | 2100                                |
| 3                            | Macao                   | října 2007        | 2100                                |
| CTM                          | Macao                   | června 2007       | 2100                                |
| Celcom                       | Malajsie                | května 2005       | 2100                                |
| DiGi                         | Malajsie                | června 2008       | 2100                                |
| Maxis Communications         | Malajsie                | července 2005     | 2100                                |
| Umobile                      | Malajsie                | září 2007         | 2100                                |
| FSMTC                        | Mikronésie              | 2010              | 900 (k upřesnění)                   |
| Nepal Telecom                | Nepál                   | května 2007       | 2100                                |
| Mobilink                     | Pákistán                | 2009              | 2100                                |
| Paktel                       | Pákistán                | 2009              | 2100                                |
| Telenor (Pákistán)           | Pákistán                | 2009              | 2100                                |
| Ufone                        | Pákistán                | 2009              | 2100                                |
| Warid                        | Pákistán                | 2009              | 2100                                |
| PNCC                         | Palau                   | 2010              | 900 (k upřesnění)                   |
| Globe                        | Filipíny                | května 2006       | 2100                                |
| Digitel                      | Filipíny                | července 2006     | 2100                                |
| SMART                        | Filipíny                | května 2006       | 850/2100                            |
| Al Jawwal                    | Saúdská Arábie          | června 2006       | 2100                                |
| Mobily                       | Saúdská Arábie          | června 2006       | 2100                                |
| Zain                         | Saúdská Arábie          | února 2008        | 2100                                |
| M1                           | Singapur                | února 2005        | 2100                                |
| Singapore Telecommunications | Singapur                | února 2005        | 2100                                |
| StarHub                      | Singapur                | dubna 2005        | 2100                                |
| Dialog Telekom               | Srí Lanka               | srpna 2006        | 2100                                |
| Mobitel                      | Srí Lanka               | prosince 2007     | 2100                                |
| Spacetel                     | Sýrie                   | 2008              | 2100                                |
| Syriatel                     | Sýrie                   | 2008              | 2100                                |
| Chunghwa Telecom             | Tchaj-wan               | 26. července 2005 | 2100                                |
| Indigo Tádžikistán           | Tádžikistán             | září 2006         | 2100                                |
| Josa Babilon Mobile          | Tádžikistán             | června 2005       | 2100                                |
| Tacom                        | Tádžikistán             | září 2006         | 2100                                |
| TT Mobile                    | Tádžikistán             | září 2005         | 2100                                |
| FarEasTone                   | Tchaj-wan               | 13. července 2005 | 2100                                |
| Taiwan Mobile                | Tchaj-wan               | října 2005        | 2100                                |
| VIBO                         | Tchaj-wan               | prosince 2005     | 2100                                |
| Advanced Info Service        | Thajsko                 | května 2008       | 900                                 |
| DTAC                         | Thajsko                 | září 2009         | 850                                 |
| True Move                    | Thajsko                 | ledna 2009        | 850                                 |
| TOT                          | Thajsko                 | prosince 2009     | 2100                                |
| Du                           | Spojené arabské emiráty | února 2007        | 2100                                |
| Etisalat                     | Spojené arabské emiráty | ledna 2004        | 2100                                |

## Evropa
| Operátor                     | Země               | Start provozu     | Frekvence (MHz) |
| ---------------------------- | ------------------ | ----------------- | --------------- |
| Eagle Mobile                 | Albánie            | prosince 2009     | 2100            |
| Vodafone Albania             | Albánie            | prosince 2009     | 2100            |
| STA                          | Andorra            | prosince 2006     | 2100            |
| Nar Mobile                   | Ázerbájdžán        | prosince 2009     | 2100            |
| Life:)                       | Bělorusko          | října 2009        | 2100            |
| Mobile TeleSystems           | Bělorusko          | dubna 2010        | 2100            |
| Velcom                       | Bělorusko          | března 2010       | 2100            |
| Mobistar                     | Belgie             | prosince 2006     | 2100            |
| Proximus                     | Belgie             | září 2005         | 2100            |
| m:tel                        | Bosna              | dubna 2009        | 2100            |
| BH Mobile                    | Bosna              | května 2009       | 2100            |
| ERONET Mobile Communications | Bosna              | dubna 2010        | 2100            |
| Globul                       | Bulharsko          | června 2006       | 2100            |
| M-TEL                        | Bulharsko          | března 2006       | 2100            |
| Vivatel                      | Bulharsko          | dubna 2007        | 2100            |
| T-Mobile                     | Chorvatsko         | června 2006       | 2100            |
| Tele2                        | Chorvatsko         | 2007              | 2100            |
| VIPnet                       | Chorvatsko         | října 2005        | 2100            |
| Telenor Montenegro           | Černá Hora         | června 2007       | 2100            |
| T-Mobile                     | Černá Hora         | června 2007       | 2100            |
| Telekom Srbija               | Černá Hora         | července 2007     | 2100            |
| O2                           | Česko              | 1. prosince 2005  | 2100            |
| T-Mobile                     | Česko              | 27. ledna 2010    | 2100            |
| Vodafone                     | Česko              | 30. března 2010   | 2100            |
| 3                            | Dánsko             | října 2003        | 2100            |
| Telenor                      | Dánsko             | září 2006         | 2100            |
| TeliaSonera                  | Dánsko             | prosince 2007     | 2100            |
| TDC Mobil                    | Dánsko             | listopadu 2005    | 2100            |
| Bravocom                     | Estonsko           | července 2006     | 2100            |
| Elisa                        | Estonsko           | června 2006       | 900/2100        |
| EMT                          | Estonsko           | října 2005        | 900/2100        |
| Tele2                        | Estonsko           | listopadu 2006    | 900/2100        |
| Alands Mobiltelefon          | Finsko             | července 2006     | 2100            |
| DNA                          | Finsko             | prosince 2005     | 900/2100        |
| Elisa                        | Finsko             | listopadu 2004    | 900/2100        |
| TeliaSonera                  | Finsko             | října 2004        | 900/2100        |
| Bouygues Télécom             | Francie            | dubna 2007        | 900/2100        |
| Orange                       | Francie            | prosince 2004     | 900/2100        |
| SFR                          | Francie            | listopadu 2004    | 900/2100        |
| CTS                          | Gibraltar          | března 2009       | 2100            |
| Gibtel                       | Gibraltar          | prosince 2007     | 2100            |
| Wave Telecom                 | Guernsey           | července 2004     | 2100            |
| Síminn                       | Island             | září 2007         | 2100            |
| 3                            | Irsko              | července 2005     | 2100            |
| Meteor                       | Irsko              | září 2008         | 2100            |
| Telefónica O2                | Irsko              | března 2005       | 2100            |
| Vodafone                     | Irsko              | listopadu 2004    | 2100            |
| Manx Telecom                 | Isle of Man        | listopadu 2005    | 2100            |
| 3                            | Itálie             | března 2003       | 2100            |
| TIM                          | Itálie             | května 2004       | 2100            |
| Vodafone                     | Itálie             | května 2004       | 2100            |
| Wind                         | Itálie             | října 2004        | 2100            |
| Jersey Telecom               | Jersey             | června 2006       | 2100            |
| sure.Mobile                  | Jersey             | září 2006         | 2100            |
| Vodafone                     | Jersey             | června 2007       | 2100            |
| CYTA Mobile                  | Kypr               | března 2006       | 2100            |
| MTN                          | Kypr               | října 2005        | 2100            |
| Orange                       | Lichtenštejnsko    | února 2007        | 2100            |
| mobilkom                     | Lichtenštejnsko    | března 2007       | 2100            |
| Telekom FL                   | Lichtenštejnsko    | února 2007        | 2100            |
| Bitė                         | Litva              | dubna 2006        | 2100            |
| Omnitel                      | Litva              | února 2006        | 2100            |
| Tele2                        | Litva              | 2007              | 2100            |
| Bité                         | Lotyšsko           | června 2006       | 2100            |
| LMT                          | Lotyšsko           | prosince 2004     | 2100            |
| Tele2                        | Lotyšsko           | prosince 2005     | 2100            |
| LuxGSM                       | Lucembursko        | června 2003       | 2100            |
| Tango                        | Lucembursko        | července 2004     | 2100            |
| VOX                          | Lucembursko        | května 2005       | 2100            |
| Pannon GSM                   | Maďarsko           | října 2005        | 2100            |
| T-Mobile                     | Maďarsko           | srpna 2005        | 2100            |
| Vodafone                     | Maďarsko           | června 2006       | 2100            |
| go mobile                    | Malta              | dubna 2007        | 2100            |
| Vodafone                     | Malta              | srpna 2006        | 2100            |
| Moldcell                     | Moldavsko          | 1. října 2008     | 2100            |
| Orange                       | Moldavsko          | 1. listopadu 2008 | 2100            |
| Monaco Telecom               | Monako             | června 2006       | 2100            |
| E-Plus                       | Německo            | října 2004        | 2100            |
| Telefónica O2                | Německo            | června 2004       | 2100            |
| T-Mobile                     | Německo            | května 2004       | 2100            |
| Vodafone                     | Německo            | května 2004       | 2100            |
| Orange                       | Nizozemsko         | listopadu 2006    | 2100            |
| T-Mobile                     | Nizozemsko         | ledna 2006        | 2100            |
| Telfort                      | Nizozemsko         | října 2004        | 2100            |
| Vodafone                     | Nizozemsko         | června 2004       | 2100            |
| Telenor Mobil                | Norsko             | prosince 2004     | 2100            |
| TeliaSonera                  | Norsko             | června 2005       | 2100            |
| Era GSM                      | Polsko             | dubna 2006        | 2100            |
| Plus GSM                     | Polsko             | září 2004         | 2100            |
| Orange                       | Polsko             | června 2006       | 2100            |
| Play                         | Polsko             | března 2007       | 2100            |
| Optimus                      | Portugalsko        | června 2004       | 2100            |
| TMN                          | Portugalsko        | dubna 2004        | 2100            |
| Vodafone                     | Portugalsko        | května 2004       | 2100            |
| 3                            | Rakousko           | května 2003       | 2100            |
| Mobilkom Austria             | Rakousko           | dubna 2003        | 2100            |
| ONE                          | Rakousko           | listopadu 2003    | 2100            |
| T-Mobile                     | Rakousko           | listopadu 2003    | 2100            |
| Orange                       | Rumunsko           | června 2006       | 2100            |
| RCS&RDS (Digi.Mobil)         | Rumunsko           | února 2007        | 2100            |
| Vodafone                     | Rumunsko           | dubna 2005        | 900/2100        |
| Mobile TeleSystems           | Rusko – 41 měst    | (k upřesnění)     | 2100            |
| Beeline (VimpelCom)          | Rusko – 51 regionů | září 2008         | 2100            |
| MegaFon                      | Rusko – 42 regionů | 2007              | 2100            |
| Cosmote                      | Řecko              | května 2004       | 2100            |
| Vodafone                     | Řecko              | srpna 2004        | 2100            |
| Wind                         | Řecko              | ledna 2004        | 2100            |
| Cosmofon                     | Severní Makedonie  | listopadu 2008    | 2100            |
| T-Mobile MK                  | Severní Makedonie  | června 2009       | 2100            |
| Mobile telephony of Serbia   | Srbsko             | 27. prosince 2006 | 2100            |
| Telenor                      | Srbsko             | května 2007       | 2100            |
| VIP Mobile                   | Srbsko             | července 2007     | 2100            |
| Orange                       | Slovensko          | ledna 2006        | 2100            |
| T-Mobile                     | Slovensko          | března 2006       | 2100            |
| Mobitel                      | Slovinsko          | prosince 2003     | 2100            |
| Si.mobil                     | Slovinsko          | prosince 2007     | 2100            |
| T-2                          | Slovinsko          | června 2008       | 2100            |
| Tušmobil                     | Slovinsko          | září 2008         | 900/2100        |
| 3                            | Spojené království | 3. března 2003    | 2100            |
| T-Mobile                     | Spojené království | května 2004       | 2100            |
| Telefónica O2                | Spojené království | března 2005       | 2100            |
| Vodafone                     | Spojené království | listopadu 2004    | 2100            |
| Orange                       | Spojené království | prosince 2004     | 2100            |
| Orange                       | Španělsko          | listopadu 2004    | 2100            |
| Movistar                     | Španělsko          | května 2004       | 2100            |
| Vodafone                     | Španělsko          | května 2004       | 2100            |
| Yoigo                        | Španělsko          | prosince 2006     | 2100            |
| 3                            | Švédsko            | května 2003       | 2100            |
| Tele2                        | Švédsko            | března 2004       | 2100            |
| Telenor                      | Švédsko            | července 2004     | 2100            |
| TeliaSonera                  | Švédsko            | března 2004       | 2100            |
| Orange                       | Švýcarsko          | září 2005         | 2100            |
| Swisscom                     | Švýcarsko          | prosince 2004     | 2100            |
| TDC                          | Švýcarsko          | prosince 2005     | 2100            |
| Avea                         | Turecko            | července 2009     | 2100            |
| Turkcell                     | Turecko            | července 2009     | 2100            |
| Vodafone Turkey              | Turecko            | července 2009     | 2100            |
| Utel/UkrTelecom              | Ukrajina           | listopadu 2007    | 2100            |

## Oceánie
| Operátor | Země        | Start provozu  | Frekvence (MHz)                                                                             |
| -------- | ----------- | -------------- | ------------------------------------------------------------------------------------------- |
| Telstra  | Austrálie   | října 2006     | 850/2100 (2100MHz 50% je sdíleno se sítí Hutchinson Australia (3))                          |
| 3        | Austrálie   | května 2003    | 2100 (části sítě jsou sdíleny se síti Telstra na 850MHz, 2100MHz 50% je sdíleno s Telstrou) |
| Optus    | Austrálie   | listopadu 2005 | 900/2100                                                                                    |
| Vodafone | Austrálie   | října 2005     | 850/900/2100                                                                                |
| Vodafone | Nový Zéland | října 2005     | 900/2100                                                                                    |
| Telecom  | Nový Zéland | května 2009    | 850/2100                                                                                    |
| 2degrees | Nový Zéland | srpna 2010     | 2100/900                                                                                    |